# Paluzzo Paluzzi-Altieri
Paluzzo Paluzzi-Altieri degli Albertoni (ur. 8 czerwca 1623 w Rzymie, zm. 29 czerwca 1698 w Rzymie) – włoski duchowny katolicki, wpływowy kardynał w okresie pontyfikatu Klemensa X.

## Życiorys
Na Uniwersytecie w Perugii obronił doktorat prawa. W połowie lat 40. XVII wieku rozpoczął pracę w Kurii Rzymskiej, był m.in. audytorem generalnym Komnaty Apostolskiej. Papież Aleksander VII mianował go kardynałem, początkowo w tajemnicy (in pectore, 14 stycznia 1664), ogłaszając powszechnie nominację w lutym 1666. Paluzzi otrzymał tytuł prezbitera SS. XII Apostoli, w marcu 1666 został także biskupem Montefiascone i Corneto (konsekrowany 2 maja 1666).
29 kwietnia 1670 na papieża został wybrany kardynał Emilio Altieri, który przyjął imię Klemensa X. Będący w podeszłym wieku nowy papież uczynił spowinowaconego kardynała Paluzziego najbliższym współpracownikiem, przyjmując go jednocześnie do swojej rodziny (wówczas przy nazwisku kardynała pojawił się człon Altieri) i mianując kardynałem-nepotem. Paluzzi był przedostatnim oficjalnym kardynałem-nepotem (tj. bliskim krewnym urzędującego papieża sprawującym oficjalną władzę w Państwie Kościelnym) w dziejach Kościoła.
Kardynał Paluzzi-Altieri zgromadził w swoim ręku dużą władzę i liczne stanowiska. Był m.in. legatem w Awinionie (1670-77) i Urbino (1673-77), wikariuszem generalnym Rzymu (od kwietnia do sierpnia 1671) oraz sekretarzem ds. Brewe Apostolskich. Od sierpnia 1671 był także kamerlingiem Świętego Kościoła Rzymskiego. Przez kilka lat sprawował funkcję arcybiskupa Rawenny (1670-1674), jednak nigdy nie rezydował w swej archidiecezji. Wykonywał funkcję kardynała-protektora wobec licznych zakonów, wspólnot i instytucji, m.in. wobec zakonu dominikańskiego oraz katolików irlandzkich. Zasiadał w następujących kongregacjach kardynalskich:
- Kongregacji Dobrego Rządu (1667–1698)
- Kongregacji ds. Kościelnych Immunitetów (1667–1698)
- Świętej Konsulcie (1667–1698)
- Kongregacji ds. Dobrobytu (1668–1698)
- Kongregacji Rozkrzewiania Wiary (1668–1698, w tym 1671–1698 jako prefekt)
- Kongregacji ds. Wód (1670–1698)
- Kongregacji Konsystorialnej (1670–1698)
- Kongregacji ds. Soboru Trydenckiego (1670–1698, w tym 1671–1673 jako prefekt)
- Kongregacji ds. Egzaminowania Biskupów (1670–1698)
- Fabryce Świętego Piotra (1670–1698)
- Kongregacji Świętego Oficjum Inkwizycji (1670–1698)
- Kongregacji ds. Odpustów i Świętych Relikwii (1670–1698)
- Kongregacji ds. Obrzędów (1670–1698)
- Kongregacji ds. Legacji Awiniońskiej (jako legat 1670–1677)
- Kongregacji ds. Ulg dla Poddanych (w 1670)
- Kongregacji Indeksu (1671–1698, jako prefekt)
- Kongregacji ds. Brzegów Tybru (1671–1698, jako kamerling)
- Trybunale Apostolskiej Sygnatury Łaski (1674–1698)
- Kongregacji ds. Dróg (1674–1698)
- Kongregacji ds. Stanu Zakonnego (1676–1698)
- Kongregacji ds. Wizytacji Apostolskich (1676–1698)
- Kongregacji ds. Biskupów i Zakonników (w latach 1682–1684)

Liczne stanowiska kardynał wykorzystał do wzbogacenia się, wielkie sumy wydał na budowę okazałego pałacu rodowego w Rzymie. Niepopularny, pozostał jednak w Kurii Rzymskiej także po śmierci protektora. W latach 1678–1679 sprawował kadencyjną funkcję kamerlinga Kolegium Kardynalskiego. Na konklawe 1691 był poważnym kandydatem na papieża. W 1689 został promowany na kardynała biskupa, kolejno diecezji Sabina (1689-91), Palestrina (1691-98) i Porto e Santa Rufina (1698). Od 1693 był archiprezbiterem bazyliki laterańskiej.
Zmarł nagle w Rzymie jako subdziekan Kolegium Kardynałów i został pochowany w rzymskim kościele S. Maria in Campitelli.
Jego osoba jest ważna dla Kościoła Rzymskokatolickiego nie ze względu na jakieś nadzwyczajne osiągnięcia lub biografię ale raczej na fakt, że prawie wszyscy (91%) biskupi Kościoła Rzymskokatolickiego w sukcesji apostolskiej mają jego jako poprzednika. Jego własne święcenia mają więc szczególnie istotne znaczenie.
Jego własna linia sukcesji apostolskiej to:
- Ulderico Kardynał Carpegna
- Luigi Kardynał Caetani
- Ludovico Kardynał Ludovisi
- Arcybiskup Galeazzo Sanvitale
- Girolamo Kardynał Bernerio OP
- Giulio Antonio Kardynał Santorio
- Scipione Kardynał Rebiba